# Franz San Galli
Franz San Galli (10. března 1824 Štětín – 30. července 1908 Petrohrad) byl pruský podnikatel a vynálezce italského původu, který se usadil v Rusku. Je považován za vynálezce moderního radiátoru. Patentoval ho roku 1857. Podílel se na budování infrastruktury v Petrohradě, jeho firma například instalovala plynové osvětlení do jeho ulic, stejně tak stavěla systém vytápění, například v Carské akademii umění nebo v Alexandrinském divadle. Za protipožární systém v Carském paláci mu car Alexandr II. udělil řád sv. Vladimíra. Roku 1889 byl jmenován státním radou. Zemřel v roce 1908 a byl pohřben na luteránském hřbitově Tenetelev v Petrohradě.